# Tim Kröger
Tim Kröger (* 25. August 1964 in Bremen) ist ein deutscher Segler.

## Werdegang
Kröger, in dessen Vaters Familie Segelsport betrieben wurde, wuchs in der Hansestadt Bremen auf und erlernte das Segeln in einem Verein in Bremen-Nord. 1983 gewann Kröger mit der deutschen Mannschaft den Admiral’s Cup. Er wurde anschließend mit dem Silbernen Lorbeerblatt ausgezeichnet. 1986 wurde er vor Warnemünde gemeinsam mit Thomas Jungblut und Thomas Maschkiwitz in der Bootsklasse Soling Dritter der Europameisterschaft. Nach seinem zweiten Platz als Besatzungsmitglied des Bootes Intrum Justitia beim 1993 und 1994 ausgetragenen Rennen The Whitbread Round the World Race betrieb er das Segeln als erster Deutscher als Hauptberuf, zuvor studierte Kröger in Hamburg Betriebswirtschaftslehre. 1995 gewann er als Mitglied der Besatzung der Corum den Weltmeistertitel in der Bootsklasse Mumm 36. 1997/98 nahm er abermals am Whitbread Round the World Race teil, diesmal mit dem Boot Swedish Match.
In der Bootsklasse Transpac 52 wurde Kröger 2008 Dritter der Weltmeisterschaft, in der Klasse Swan 60 in den Jahren 2013 und 2014 jeweils WM-Zweiter. Er nahm zweimal am Louis Vuitton Cup, den Herausfordererregatten zum America’s Cup, teil: 2001 bis 2003 mit Le Défi Areva (Frankreich) sowie 2005 bis 2007 mit Shosholoza aus Südafrika.
Kröger veröffentlichte die Bücher Abgerechnet wird im Ziel  (2001) und Ich bin Wir – das Crew-Konzept (2013), er hält des Weiteren Vorträge über Führung, Kommunikation, das Zusammenwirken von Menschen in Gruppen sowie den Umgang mit Problemen und Stress.